# Saša Gajser
Saša Gajser (Maribor, República Federativa Socialista de Yugoslavia, 11 de febrero de 1974) es un exfutbolista y entrenador esloveno, que se desempeñó como mediocampista y que militó en diversos clubes de Eslovenia, Bélgica y Chipre. Actualmente es segundo entrenador del Pafos FC.

## Clubes

### Jugador
| Club               | País      | Año         |
| ------------------ | --------- | ----------- |
| Maribor            | Eslovenia | 1991 - 1994 |
| NK Drava Ptuj      | Eslovenia | 1994 - 1995 |
| NK Ljubljana       | Eslovenia | 1995 - 1996 |
| NK Beltinci        | Eslovenia | 1996 - 1997 |
| Rudar Velenje      | Eslovenia | 2000 - 2002 |
| Gent               | Bélgica   | 2002 - 2003 |
| Olympiakos Nicosia | Chipre    | 2003 - 2004 |

### Entrenador
| Club                        | País      | Año         |
| --------------------------- | --------- | ----------- |
| NK Maribor (2.º entrenador) | Eslovenia | 2011 - 2021 |
| Pafos FC                    | Chipre    | 2021 - Act. |

## Selección nacional
Ha sido internacional con la selección de fútbol de Eslovenia, donde jugó en 27 ocasiones y anotó solo 1 gol en el seleccionado esloveno adulto. Asimismo, Gajser participó junto a su selección en una Copa del Mundo y fue en la edición de Corea del Sur y Japón 2002, cuando su selección quedó eliminada en la primera fase, siendo último en su grupo (que compartió con España, Paraguay y Sudáfrica). También participó en la Eurocopa de Holanda y Bélgica 2000, cuando su selección quedó eliminada en la primera fase, siendo último en su grupo (que compartió con España, Yugoslavia y Noruega).